# Insurgência palestina no sul do Líbano
A insurgência palestina no sul do Líbano foi um conflito iniciado por militantes palestinos baseados no sul do Líbano contra Israel a partir de 1968, que evoluiu para a Guerra Civil Libanesa em 1975 e perdurou até a expulsão da Organização de Libertação da Palestina do Líbano na Guerra do Líbano de 1982. Embora a Frente Popular para a Libertação da Palestina e algumas outras facções palestinas continuassem com as atividades militares de baixo nível contra Israel a partir do território libanês, depois de 1982, o conflito é considerado como tendo deslocado de um conflito palestino-israelense para um conflito Israel-Hezbollah. A insurgência no sul do Líbano, que atingiu o pico durante os anos 1970, causou a morte de centenas de militares e civis israelenses e palestinos, e é considerada um dos elementos centrais para o inicio da Guerra Civil Libanesa.

## História

### OLP inicia a militância
A partir de 1968, a Organização de Libertação da Palestina (OLP) começou a realizar ataques a partir do Líbano contra Israel, e Israel passou a fazer incursões de retaliação contra o Líbano para encorajar o próprio povo libanês a enfrentar os fedayeen.  Depois que uma linha aérea israelense foi metralhada por militantes palestinos no Aeroporto de Atenas, Israel bombardeou o Aeroporto Internacional de Beirute, em retaliação, destruindo 13 aeronaves civis. 
Os cidadãos desarmados não poderiam expulsar os estrangeiros armados, enquanto o exército libanês estava fraco demais militar e politicamente.  Os campos de refugiados palestinos ficaram sob controle palestino depois de uma série de confrontos em 1968 e 1969 entre o exército libanês e as forças guerrilheiras emergentes palestinas.  Em 1969, o Acordo de Cairo garantiu aos refugiados o direito ao trabalho, de modo a formar comitês de autogoverno e a empenharem-se na luta armada.  "O movimento de resistência palestina assumiu a gestão diária dos campos de refugiados, oferecendo segurança, bem como uma grande variedade de serviços de saúde, educação e sociais". 
Em 8 de maio de 1970, uma facção da OLP chamada Frente Democrática para a Libertação da Palestina cruzou a fronteira de Israel e realizou o massacre no ônibus escolar de Avivim.

### Setembro Negro e deslocamento para o sul do Líbano
Em 1970, a OLP tentou derrubar um monarca reinante, o rei Hussein da Jordânia, e na sequência da supressão da rebelião em que os historiadores árabes chamam de Setembro Negro, a liderança da OLP e suas tropas fugiram da Jordânia  para a Síria e, finalmente, para o Líbano, onde a violência transfronteiriça aumentou.

### Picos da insurgência durante os anos 1970

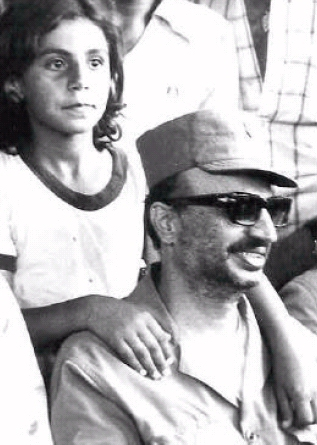
Arafat no Líbano, 1974

Com a sede movida para Beirute, as facções da OLP recrutaram novos membros a partir dos campos de refugiados palestinos.  O sul do Líbano foi apelidado de "Fatahland" em razão da predominância ali da organização Fatah de Yasser Arafat. Com o seu próprio exército operando livremente no Líbano, a OLP tinha criado um Estado dentro do Estado.  Em 1975, mais de 300.000 desalojados palestinos viviam no Líbano.  Além de ser usado como uma base de operações para ataques a Israel e contra as instituições israelenses em todo o mundo, a OLP e outras organizações militantes palestinas também iniciaram uma série de operações de sequestro de aviões, visando voos israelenses e internacionais, transportando israelenses e judeus. O efeito mais profundo sobre o Líbano foi a desestabilização e a crescente violência sectária, o que acabaria por degenerar em uma guerra civil.
Em reação ao massacre de Munique de 1972, Israel realizou a Operação Primavera da Juventude. Os membros das forças especiais de elite de Israel desembarcaram por barco no Líbano em 9 de abril de 1973, e com a ajuda de agentes da inteligência israelenses, infiltraram na sede da OLP em Beirute e assassinaram vários membros de sua liderança.
Em 1974, a OLP alterou seu foco ao incluir elementos políticos, necessários para um diálogo com Israel. Aqueles que insistiram em uma solução militar deixariam para formar a Frente Rejeicionista, e Yasser Arafat assumiria o papel de liderança da OLP. 
A Frente Popular para a Libertação da Palestina - Comando Geral, que se separou da OLP em 1974, realizou o massacre de Qiryat-Chemoná em abril daquele ano. Em maio de 1974, a Frente Democrática para a Libertação da Palestina cruzou novamente para Israel e realizou o massacre de Maalot.

### Guerra Civil Libanesa (primeira fase)
A Guerra Civil Libanesa (1975-1990) foi um conflito complexo sob a forma de várias facções e mutáveis alianças entre e dentre libaneses maronitas católicos, libaneses muçulmanos, palestinos, drusos libaneses, e outros grupos não-sectários. O poder governamental tinha sido atribuído entre os diferentes grupos religiosos pelo Pacto Nacional baseado parcialmente nos resultados do censo de 1932. Mudanças na demografia e o aumento dos sentimentos de privação de certos grupos étnicos, bem como confrontos entre israelenses e palestinos no sul do país, contribuiriam para a eclosão da Guerra Civil Libanesa.
A partir de maio de 1976, Israel abasteceu as milícias maronitas, incluindo as Forças Libanesas lideradas por Bachir Gemayel, com armas, tanques e conselheiros militares.  A fronteira entre Israel e Líbano seria neste momento  apelidada de "Boa Cerca".
Temendo a perda de acesso comercial ao porto de Beirute, em junho de 1976 a Síria interveio na guerra civil para apoiar o governo dominado pelos maronitas,  e em outubro possuía 40.000 tropas estacionadas dentro do Líbano. No ano seguinte, no entanto, a Síria mudou de lado e começou a apoiar os palestinos.
Em 11 de março de 1978, onze militantes da OLP fizeram um pouso marítimo em Haifa, Israel, onde sequestraram um ônibus,  repleto de pessoas, matando passageiros no que ficou conhecido como o Massacre da Estrada Costeira. Até o final do dia, nove sequestradores  e 37 civis israelenses foram mortos.  Em resposta, em 14 de março de 1978, Israel lançou a Operação Litani ocupando o sul do Líbano, exceto a cidade de Tiro,  com 25.000 tropas. O objetivo era pressionar a OLP a se afastar da fronteira e reforçar uma milícia cristã libanesa aliada com Israel, o Exército do Sul do Líbano. 
Em 22 de abril de 1979, Samir Kuntar e outros três membros da Frente pela Libertação da Palestina, por vezes uma facção da OLP, desembarcaram em Nahariya (Israel) a partir de Tiro (Líbano) de barco. Depois de matar um policial, que havia descoberto a sua presença, eles levaram um pai e sua filha como reféns em um edifício de apartamentos. Depois de fugir com os reféns da polícia de volta para a praia, um tiroteio matou um policial e dois dos militantes. Kuntar então executou os reféns antes que ele e os invasores restantes fossem capturados.
Em abril de 1981, os Estados Unidos tentaram mediar um cessar-fogo no sul do Líbano entre Israel, a Síria e a OLP.
Em julho de 1981, Israel respondeu aos ataques de foguetes da OLP sobre os assentamentos israelenses ao norte bombardeando acampamentos da OLP no sul do Líbano. O emissário dos Estados Unidos Philip Habib, posteriormente negociou um instável cessar-fogo que foi monitorado pela UNIFIL. 

### A guerra de 1982
A guerra do Líbano de 1982 começou em 6 de junho de 1982,  quando Israel invadiu novamente em retaliação direta devido a tentativa de assassinato pela Organização Abu Nidal (um grupo dissidente da Fatah) a Shlomo Argov, o embaixador israelense para o Reino Unido, atacando bases militares e campos de refugiados palestinos afiliados à Organização de Libertação da Palestina e de outros movimentos militares palestinos, incluindo a Organização Abu Nidal. Durante o conflito mais de 17.000 libaneses foram mortos  e o exército israelense cercou Beirute. Durante a guerra, combates também ocorreram entre Israel e a Síria. Os Estados Unidos, temendo um conflito crescente e o prestígio que o cerco estava dando ao líder da OLP, Yasser Arafat, conseguiu que todas as partes concordassem com um cessar-fogo e condições para a retirada da OLP em 12 de agosto. A Força Multinacional no Líbano, predominantemente muçulmana, chegou para manter a paz e garantir a retirada da OLP. Arafat recuou de Beirute em 30 de agosto de 1982 e se estabeleceu na Tunísia.

## Consequências

### Deslocamento da OLP para a Tunísia e conflito com o Hezbollah
A invasão israelense de 1982 resultou na partida da Organização de Libertação da Palestina do Líbano para a Tunísia. A criação da zona de segurança no sul do Líbano beneficiou a população civil israelense visto que a Galileia sofreria menos ataques violentos (dezenas de civis mortos), que anteriormente pela OLP nos anos 1970 (centenas de vítimas civis israelenses). Apesar deste êxito israelense em erradicar as bases da OLP e a retirada parcial em 1985, a invasão israelense havia, na verdade, aumentado a gravidade do conflito com as milícias libanesas locais e resultado na consolidação de vários movimentos muçulmanos xiitas locais no Líbano, incluindo o Hezbollah e o Amal, a partir de um movimento de guerrilha anteriormente desorganizado no sul. Ao longo dos anos, as baixas militares de ambos os lados aumentariam, como ambas as partes utilizando armamentos mais modernos e o Hezbollah avançando em suas táticas. No início da década de 1990, o Hezbollah, com o apoio da Síria e do Irã, emergiu como grupo dirigente e de poderio militar, monopolizando a direção da atividade de guerrilha no sul do Líbano.
O deslocamento das bases da OLP para a Tunísia resultou na deterioração dos laços entre Israel e a Tunísia, que antes eram considerados relativamente tolerantes.